# Мікробні паливні елементи

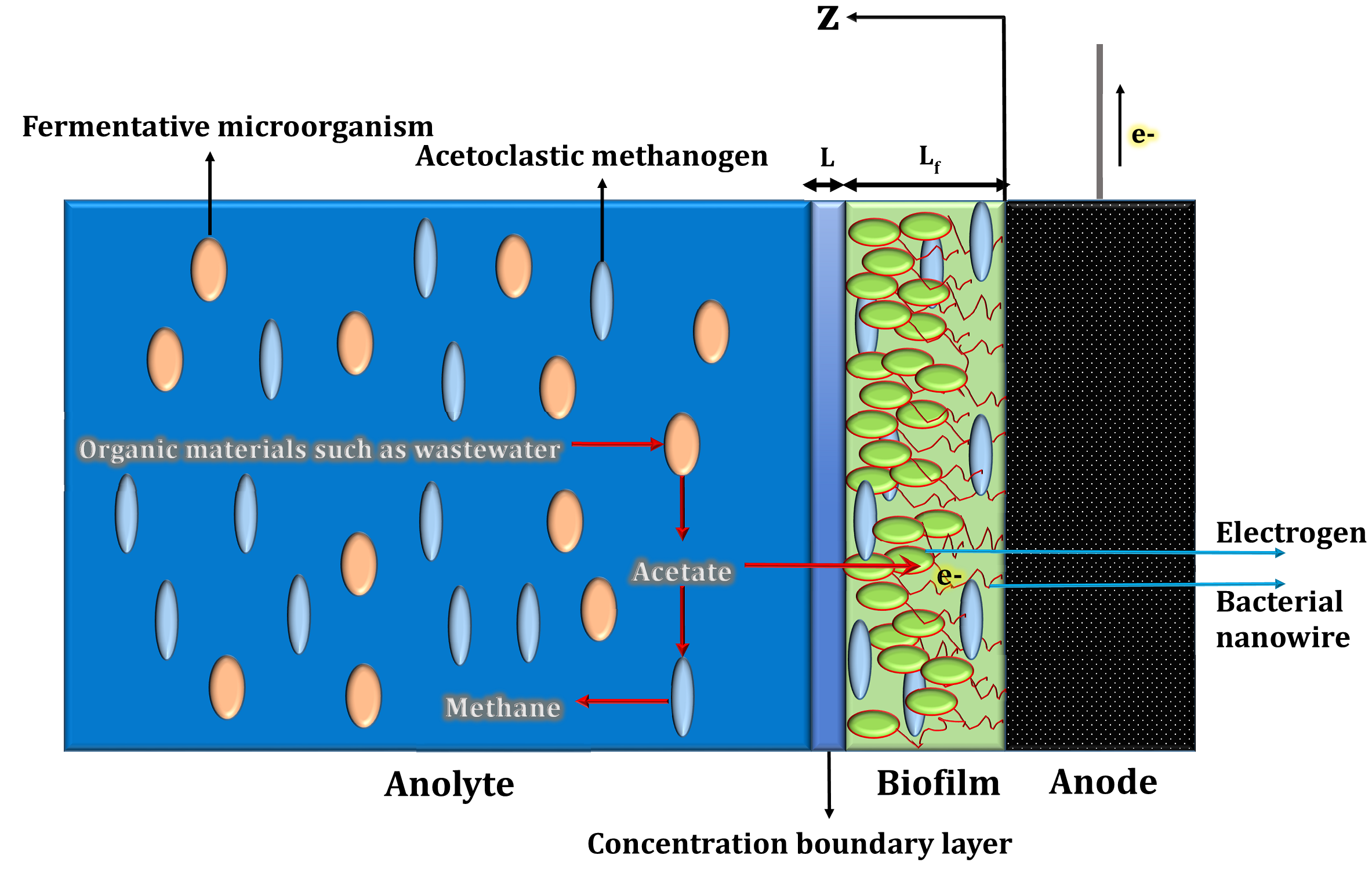
Мікробні паливні елементи

Мікробні паливні елементи (МПЕ) — біоелектрохімічні системи, які використовують живі мікроорганізми, зазвичай бактерії або археї, для каталізу окиснення органічних речовин і виробництва електроенергії. Ці пристрої поєднують біологічні процеси з електрохімічними реакціями з метою генерації електричної енергії. Одним із ключових компонентів МПЕ є біоанод, де мікроорганізми окислюють органічні сполуки, такі як глюкоза чи органічні кислоти, і в результаті цього виділяють електрони.
Мікробні паливні елементи мають потенціал для виробництва чистої енергії з стічних вод, органічних відходів чи біомаси, що робить їх об'єктом інтересу для відновлюваних джерел енергії, екологічної енергетики та сталого розвитку.
Мікробні паливні елементи досліджуються і розвиваються в галузі біоенергетики та електрохімії і можуть мати потенціал для створення ефективних та сталих джерел енергії.

## Принцип роботи
Типовий мікробний паливний елемент складається з двох камер – анодної та катодної, які розділені йонообмінною мембраною. Анодна камера з електродом заповнюється субстратом разом з мікроорганізмами. В анодній камері має бути створено анаеробні (безкисневі) умови, а також передбачено газовідвід для видалення газоподібних продуктів життєдіяльності мікроорганізмів. Катодна камера з електродом заповнюється розчином електроліту, в ній створюються аеробні (кисневі) умови. 
При споживанні субстрату мікроорганізмами в анаеробних умовах, разом з іншими продуктами метаболізму, в середовище анодної камери виділяються електрони та іони водню (протони). Електрони переносяться на електрод анодної камери безпосередньо з бактеріальної клітини або за допомогою медіаторів. Одночасно протони проходять через йонообмінну мембрану до катодної камери. Дифузія іонів H+ з анода на катод створює високий електрохімічний градієнт. В катодній камері відбувається відновлення кисню, прийом електронів і протонів, що сприяє дифузії іонів H+ з анода на катод. При замиканні кола електрони проходять через зовнішній контур від анода до катода, створюючи електричний струм.

## Історія
Вперше продукування електроенергії мікроорганізмами було досліджено професором ботаніки Міхаелем Поттером у 1911 році. У серії простих експериментів він спостерігав, як дріжджі Saccharomyces cerevisiae продукували електроенергію метаболізуючи глюкозу або сахарозу. Поттер також виявив цей феномен з бактеріями Escherichia coli. Отримана напруга не перевищувала 0,5 В, не зважаючи на збільшення об’єму паливного елементу або розміру електроду. 
У 1931 році Бернет Коен з’єднав між собою багато малих (об'ємом 10 мл) мікробних паливних елементів та отримав загальну напругу на рівні 35 В та силу струму 2 мА. Його установка була занадто складною для того, щоб отримати практичне застосування.
З розвитком космонавтики у 1960-х роках ідея отримання електроенергії за допомогою мікроорганізмів була знову відроджена. Було запропоновано використовувати мікробні паливні елементи при довготривалих космічних місіях для утилізації відходів людини з отриманням електроенергії.
У 1980-х роках важливим поштовхом в розробці мікробних паливних елементів стало додавання до системи медіаторів електронів (нейтральний червоний, метиленовий синій, хелат заліза тощо), які дозволили значною мірою підвищити вихідну напругу та силу струму.
Найбільш значимим етапом у досліджені мікробних паливних елементів наприкінці 20-го століття стало відкриття бактерій, здатних напряму передавати електрони на анод. 
У 2020 році в Scientific Reports була опублікована статтяб що описує створення низьковольтного бустерного підсилювача, який є ефективним для збору енергії та накопичування енергії, для малопотужних мікробних паливних елементів.

## Перспективні технології

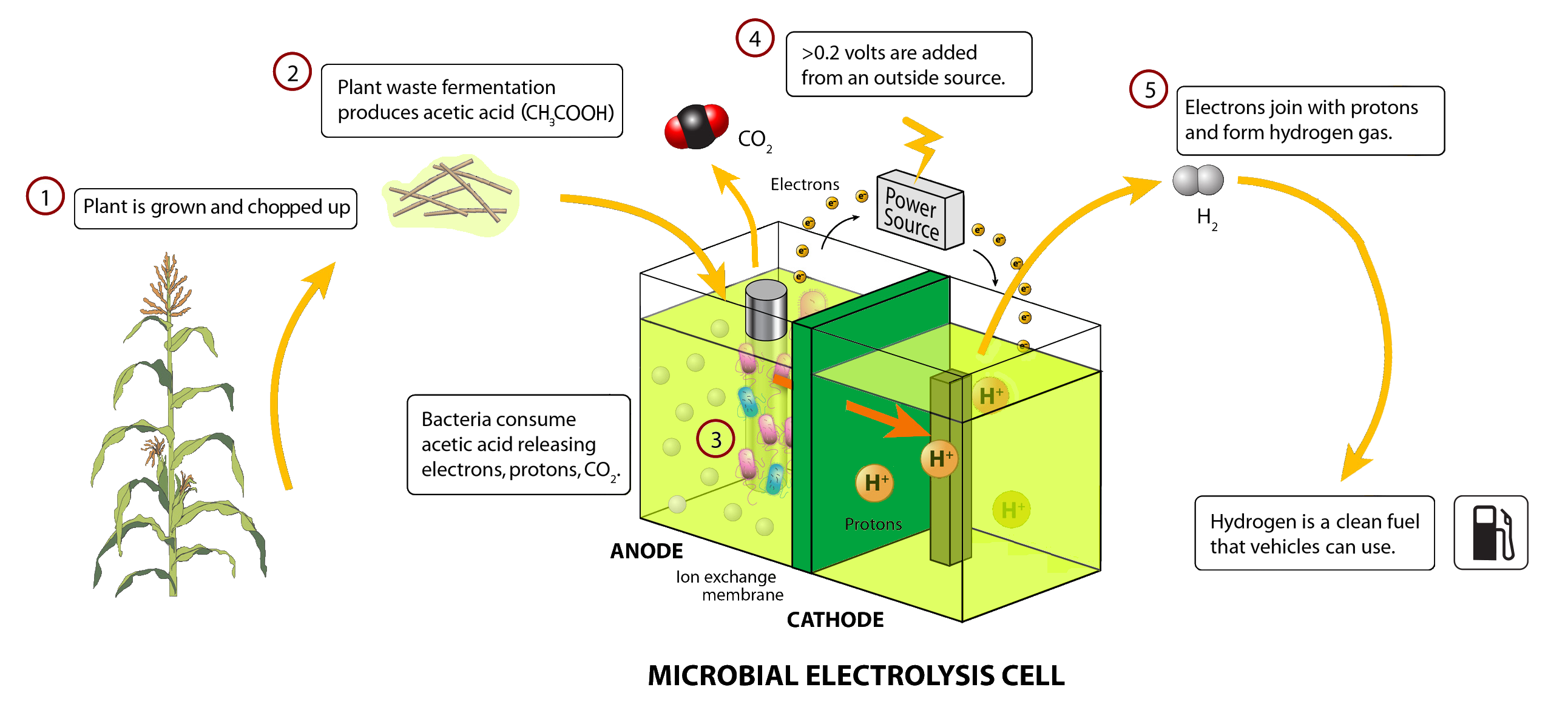
МПЕ для виробництва біоводню

Мікробні паливні елементи (МПЕ) є унікальними електрохімічними пристроями, які використовують біологічні процеси для виробництва електроенергії. Нижче наведено список перспективних технологій та методик, що розвиваються в цій галузі:
1. Синтетична біологія для оптимізації мікроорганізмів: Використання синтетичкої біології для створення спеціалізованих мікроорганізмів, які мають покращені електрохімічні властивості та ефективність в МПЕ.[6][7][8]
2. Біоаноди та біокатоди другого покоління: Розробка біоанодів і біокатодів, які забезпечують вищу швидкість окислення та відновлення органічних сполук, підвищуючи виділення електроенергії.[9][10][11][12]
3. Використання екзоферментів: Впровадження зовнішніх ферментів, які допомагають у збільшенні робочого діапазону МПЕ та підвищенні ефективності.[13]
4. Матеріали для іонно-провідних мембран: Розробка нових іонно-провідних матеріалів, які підвищують швидкість передачі іонів у МПЕ і знижують внутрішні опори.[14][15][10][16][17]
5. Системи для керування та моніторингу: Розробка інтегрованих систем керування та моніторингу для оптимізації роботи МПЕ та забезпечення стабільності роботи.[18][19][20]
6. Біореактори для культури мікроорганізмів: Вдосконалення біореакторів для ефективного вирощування бактерій та археїв, які використовуються в МПЕ.[21]
7. Біодизайн електродів: Розробка нових матеріалів та дизайну електродів для підвищення каталітичної активності та стабільності МПЕ.[22][23]
8. Інтеграція з іншими відновлюваними джерелами енергії: Розробка систем, що дозволяють інтегрувати МПЕ з іншими джерелами відновлюваної енергії, такими як виробництво біоетанолу[24] та біоводню[25][26].

## Додаткова література

### Книги
- Ibrahim, Mohamad Nasir Mohamad; Yaqoob, Asim Ali; Ahmad, Akil (1 грудня 2022). Microbial Fuel Cells: Emerging trends in electrochemical applications (англ.). IOP Publishing. ISBN 978-0-7503-4791-4.
- Krishnaraj, R. Navanietha; Sani, Rajesh K., ред. (19 вересня 2019). Bioelectrochemical Interface Engineering (англ.) (вид. 1). Wiley. ISBN 978-1-119-53854-7. doi:10.1002/9781119611103.
- Kim, Jung Rae, ред. (17 вересня 2019). Microbial Fuel Cells 2018. MDPI - Multidisciplinary Digital Publishing Institute. doi:10.3390/books978-3-03921-534-8.
- Das, Debabrata, ред. (2018). Microbial Fuel Cell (англ.). Cham: Springer International Publishing. ISBN 978-3-319-66792-8.

### Журнали
- Journal of Power Sources
- Microbial Cell Factories
- Biotechnology for Biofuels and Bioproducts
- Electrochemical Energy Reviews

### Статті
- Sonawane, Jayesh M.; Vijay, Ankisha; Deng, Tianyang; Ghosh, Prakash C.; Greener, Jesse (2023). Phototrophic microbial fuel cells: a greener approach to sustainable power generation and wastewater treatment. Sustainable Energy & Fuels (англ.) 7 (15). doi:10.1039/D3SE00237C.
- Roy, Hridoy; Rahman, Tanzim Ur; Tasnim, Nishat; Arju, Jannatul; Rafid, Md Mustafa; Islam, Md Reazul; Pervez, Md Nahid; Cai, Yingjie та ін. (2023-05). Microbial Fuel Cell Construction Features and Application for Sustainable Wastewater Treatment. Membranes (англ.) 13 (5). doi:10.3390/membranes13050490.
- Wang, Jianfei; Ren, Kexin; Zhu, Yan; Huang, Jiaqi; Liu, Shijie (2022-12). A Review of Recent Advances in Microbial Fuel Cells: Preparation, Operation, and Application. BioTech (англ.) 11 (4). doi:10.3390/biotech11040044.
- Kurniawan, Tonni Agustiono; Othman, Mohd Hafiz Dzarfan; Liang, Xue; та ін. (2022-01). Microbial Fuel Cells (MFC): A Potential Game-Changer in Renewable Energy Development. Sustainability (англ.) 14 (24). doi:10.3390/su142416847.
- Boas, Joana Vilas; Oliveira, Vânia B.; Simões, Manuel; Pinto, Alexandra M. F. R. (1 квітня 2022). Review on microbial fuel cells applications, developments and costs. Journal of Environmental Management 307. doi:10.1016/j.jenvman.2022.114525.
- Vishwanathan, A. S. (1 травня 2021). Microbial fuel cells: a comprehensive review for beginners. 3 Biotech (англ.) 11 (5). doi:10.1007/s13205-021-02802-y.
- Slate Anthony J.; Whitehead Kathryn A.; Brownson Dale A. C.; Banks Craig E. (2019). Microbial fuel cells: An overview of current technology. Renewable and Sustainable Energy Reviews (англ.) 101. с. 60–81. doi:10.1016/j.rser.2018.09.044.